# Austrodecus (Microdecus) minutum
Austrodecus (Microdecus) minutum is een zeespin uit de familie Austrodecidae. De soort behoort tot het geslacht Austrodecus. Austrodecus (Microdecus) minutum werd in 1972 voor het eerst wetenschappelijk beschreven door Clark. 